# Lónfellshnúkur
Lónfellshnúkur är en bergstopp i republiken Island. Den ligger i regionen Västfjordarna, 180 km norr om huvudstaden Reykjavík. Toppen på Lónfellshnúkur är 639 meter över havet.
Trakten runt Lónfellshnúkur är nära nog obefolkad, med mindre än två invånare per kvadratkilometer. Det finns inga samhällen i närheten. Trakten runt Lónfellshnúkur består i huvudsak av gräsmarker.